# Sigmund Feist
Sigmund Feist, född 1865, död 1943, var en tysk språkforskare.
Sigmund Feist var direktör för Reichenheimbarnhuset i Berlin, vid sin död var han bosatt i Danmark. Bland hans arbeten, som huvudsakligen faller inom den jämförande språkforskningen och germanistiken, märks Etymologisches Wörterbuch der gotischen Sprache (1909, 3:e upplagan 1939) samt flera, delvis djärva skrifter, behandlande germanernas och andra indoeuropeiska folkgruppers förhistoria, bland annat Europa im Lichte der Vorgeschichte (1910), Indogermanen und Germanen (1914, 3:e upplagan 1924) samt Germanen und Kelten (1927).